# زنده باد خاله
زنده باد خاله نام فیلمی به کارگردانی پرویز خطیبی و محصول سال ۱۳۳۱ است.

## خلاصه داستان
دو جوان که به اصطلاح معروف آه در بساط ندارند، به انواع حیله متوسل می‌شوند تا از خالهٔ ثروتمندشان پولی به دست آورند. ولی موفق نمی‌شوند و بالاخره تصمیم می‌گیرند روی پای خود بایستند و متکی به خود باشند.